# Pipizella pennina
Pipizella pennina är en tvåvingeart som först beskrevs av Goeldlin 1974.  Pipizella pennina ingår i släktet rotlusblomflugor, och familjen blomflugor.
Artens utbredningsområde är Schweiz. Inga underarter finns listade i Catalogue of Life.